# Frondeurs des Baléares
Les frondeurs des Baléares sont un type d'unité militaire originaire des îles Baléares et particulièrement utilisés dans les armées puniques.
Formés dès leur plus jeune âge à l'utilisation des différents types de frondes et des projectiles, les frondeurs des Baléares atteignent un rare perfectionnement dans les escarmouches à longue portée. Ils sont rapides, en raison de leur équipement léger, et possèdent beaucoup plus de précision et de puissance que la plupart des autres frondeurs. Ce sont les mercenaires idéaux pour toutes les armées qui peuvent s'offrir leurs services. Comme toute unité d'infanterie légère, les frondeurs des Baléares sont vulnérables face à la cavalerie.
Dans les sources, les frondeurs des Baléares sont mentionnés comme funditores, par extension de l'arme qu'ils manipulaient, la fronde (funda en latin). Ils combattent « à demi nus », c'est-à-dire avec un équipement défensif réduit. À ce sujet, Tite-Live dit « levium armorum baliares »  (« armés légèrement »), et « levis armatura ».

## Équipement et entraînement
Les frondeurs des Baléares deviennent célèbres dans le monde méditerranéen en raison de leur incroyable talent pour manier la fronde. Ces compétences ont été largement utilisés par les Carthaginois et les Romains, les deux puissances de la Méditerranée occidentale aux IIIe et IIe siècles av. J.-C..
Un exemple de leur compétence est mentionné dans la chronique de Diodore de Sicile à la bataille du Cap Ecnome en 311 av. J.-C. :« Mais quand Hamilcar vit que ses hommes ont été maîtrisés et que les Grecs en nombre sans cesse croissant faisaient leur chemin dans le camp, il a apporté ses frondeurs, qui sont venus des îles Baléares au nombre d'au moins un millier. En lançant une pluie de grosses pierres, ils firent beaucoup de blessés et même tuèrent quelques-uns de ceux qui attaquaient, et ils brisèrent l'armure défensive de la plupart des attaquants ».
Les frondeurs des Baléares, qui pratiquent en permanence la fronde depuis l'enfance, disposent d'un équipement se composant de trois frondes de types différents : une autour de la tête, une autre autour du ventre, et la troisième entre les mains (les deux frondes non utilisées sont celles se trouvant autour de la tête et autour du ventre). Strabon suppose cependant qu'ils portaient les trois frondes nouées autour de la tête. Dans les batailles, ils jettent des pierres beaucoup plus grandes que ne le font les autres types de frondeurs. Pendant les attaques sur les villes fortifiées, ils frappent les défenseurs sur les remparts, et, en batailles rangées, ils écrasent boucliers, casques et toutes sortes d'armure de protection. 
Diodore de Sicile rapporte également que pour leur défense, ils utilisaient seulement un bouclier recouvert de peau de chèvre, et, pour l'attaque, un épieu de bois effilé et les célèbres frondes. Celles-ci sont fabriquées à l'aide d'une fibre végétale noire tressée, avec des crins ou des tendons d'animaux. Les projectiles (lingots ovoïdes de plomb fondu ou balles d'argile), lâchés après avoir fait tournoyer trois fois leurs frondes, peuvent être en pierre, en terre cuite ou en plomb. Ils peuvent peser jusqu'à 500 grammes, et leurs effets sont comparables à ceux d'une catapulte.
Les frondeurs des Baléares sont si précis dans leurs objectifs qu'ils manquent rarement leur cible. La raison en est la pratique continuelle depuis l'enfance, sous contrainte de leurs parents. En effet, on place devant eux un morceau de pain attaché à un poteau que le novice n'a le droit de manger qu'après l'avoir touché; il peut alors le prendre avec la permission de sa mère et le manger.

## Historiographie
Les frondeurs des Baléares sont cités pour la première fois au IVe siècle av. J.-C. en Sicile, durant la conquête de Sélinonte en 409 av; J.-C., pendant la deuxième guerre gréco-punique. Diodore de Sicile les situe parmi les combattants carthaginois durant la prise d'Agrigente. Les frondeurs des Baléares sont également mentionnés durant la troisième guerre gréco-punique à la bataille du Cap Ecnome en 310 av. J.-C. sous les ordres d'Hamilcar. Selon les chroniqueurs de la deuxième guerre punique, Hannibal compte environ 2 000 frondeurs aux débuts de la campagne dans la péninsule Italique, qu'il dispose au premier rang de son armée et sont chargés de commencer la lutte en harcelant les Romains. Il réitère cette disposition des troupes, qui avait un certain parallélisme avec celle des vélites de l'armée romaine, à Cannes, en 216 av. J.-C.. Il est significatif que les contingents de frondeurs soient expressément mentionnés dans la distribution des troupes qu'Hannibal, effectua dans la péninsule Ibérique, avant de laisser le commandement du territoire carthaginois à son frère Hasdrubal, auquel il confie 500 Baléares. Hannibal accorde une grande importance à ces troupes et les protège au long de la campagne comme des soldats irremplaçables. Le motif n'était autre que la plus grande réussite et précision que la fronde avait sur l'arc.
Après la conquête romaine des îles Baléares, leurs habitants furent recrutés pour fournir des frondeurs comme troupes auxiliaires de l'armée romaine. C'est à ce titre que des frondeurs des Baléares participèrent à la guerre des Gaules au sein de l'armée de César, et seront notamment mentionnés lors du siège de Bibrax en -57.